# A Fighting Colleen
A Fighting Colleen er en amerikansk stumfilm fra 1919 instrueret af David Smith med Bessie Love i hovedrollen.

## Medvirkende
- Bessie Love som Alannah Malone
- Anne Schaefer som Malone
- Charles Spere som Jimmy Meehan
- Jay Morley som Stanton Colby
- George Kunkel som Mortimer Wall